# Лікарня «Серце дракона»
Лікарня «Серце дракона» (англ. Dragon's Heart Hospital, валл. Ysbyty Calon y Ddraig) — тимчасова лікарня, яка була розташована на стадіоні «Мілленіум» у Кардіффі. Вона була відкрита 13 квітня 2020 року для допомоги в боротьбі з наслідками епідемії COVID-19 в Уельсі. Вона була виведена з експлуатації наприкінці жовтня — на початку листопада 2020 року.
Це була третя лікарня для лікування COVID-19, створена у Великій Британії, і перша в Уельсі. Вона мала 300 ліжок з можливістю розширення до 2 тисяч ліжок, що зробило її найбільшою лікарнею в Уельсі та другою за величиною лікарнею у Сполученому Королівстві.

## Передумови
Виконавчий директор Ради охорони здоров'я Університету Кардіффа і Вейла Лен Річардс підтвердив, що рада охорони здоров'я провела моделювання та прогнозування сценаріїв кількості хворих за допомогою досліджень Імперського коледжу Лондона. У результаті цього дослідження рада вважала за необхідне розширити потужності в районі Кардіффа та Вейл-оф-Гламорган, створивши великий польовий госпіталь. Стадіон «Мілленіум» був запропонований як перший кандидат на польовий госпіталь як четвертий за величиною стадіон у Великій Британії та найбільший в Уельсі, а лікарня була спроєктована і введена в експлуатацію менш ніж за два тижні в березні 2020 року. Проєкт вимагав 5 тисяч годин планування, 650 підрядників і 30 військовослужбовців збройних сил.
Проєкт включав 8 мільйонів фунтів стерлінгів капітальних витрат від уряду Уельсу, та залучення Ради Кардіффа, Ради охорони здоров'я Університету Кардіффа та Вейла, Уельського регбійного союзу), стадіону «Мілленіум» та служби охорони здоров'я Уельсу. Проте було зазначено, що за наявності можливостей заклад буде відкритий для хворих з інших медичних рад Уельсу.

## Опис лікарні
Перші 330 місць лікарні було завершено 11 квітня 2020 року, та передано головним підрядником «ES Global Ltd» клієнту — Управлінню охорони здоровя університету Кардіффа та Вейла. Лікарня була відкрита для обслуговування 13 квітня 2020 року. Доступні засоби включають мобільні рентгенівські та комп'ютерні сканери, а на стадіоні відкрили ігрове покриття та режисерські ложі для використання як кімнати для лікування. Домашню та гостьову гардеробні було перепрофільовано під офісні приміщення. Також була відкрита поліцейська камера під полем стадіону. Стадіон «Кардіфф Армс Парк» використовувався як частина лікарні «Серце дракона», і підлогу для відділення лікарні поклали на штучний газон. У лікарні надавали допомогу хворим у критичному стані або з неблагоприємним прогнозом. Виконавчий директор служби охорони здоров'я Уельсу доктор Ендрю Гудолл заявив, що лікарня разом з іншими регіональними польовими госпіталями в Уельсі подвоїть кількість ліжок служби, та збільшить кількість приблизно на 6 тисяч.
Основна увага була зосереджена на хворих, у яких зменшуються прояви хвороби, і на тих, хто одужує, щоб повернутися додому, що дозволяло отримати більше місць у відділеннях інтенсивної терапії для хворих у критичному стані. Однак у лікарні перебували й хворі, які отримували паліативну допомогу. Уельський регбійний союз працював з курортом Вейл у Генсолі, щоб створити ще 255 місць для хворих на своєму полігоні в долині Гламорган, який планувалося відкрити 27 квітня. У цьому місці планувалося відкрити 8 палат, а їжу мали постачати з сусіднього готелю. Завод «Hensol Castle Distillery» надав дезінфікуючий засіб для рук для цього закладу.

## Найменування
Лікарня була названа даним іменем після громадських консультацій, остаточну назву вибрали персонал і громадськість з 2 тисяч відповідей. Лікарня була офіційно відкрита 20 квітня 2020 року принцем Уельським Чарльзом за допомогою попередньо записаного відеозвернення.

## Ресурси
Сайт «WalesOnline» повідомив, що після того, як лікарня запрацює, вона забезпечуватиме 20 тисяч візитів носильників щодня до різних частин лікарні, утворюючи 3,5 тонни клінічних відходів, і споживаючи сотні тисяч літрів кисню. У липні 2020 року у звіті ради лікарні витрати були оцінені в 67,830 мільйонів фунтів стерлінгів (включаючи компенсаційні витрати для Уельського регбійного союзу та команди «Кардіфф Блюз» у розмірі 1,687 мільйона фунтів стерлінгів) із додатковими капітальними витратами у 2,822 мільйона фунтів стерлінгів. Виведення з експлуатації, включаючи відновлення стадіону, займе 4 місяці, та коштуватиме 9,730 мільйонів фунтів стерлінгів.

## Персонал
Передбачалося, що коли об'єкт буде завантажений на повну потужність, у лікарні буде зайнято близько 2500 співробітників, включаючи 100 лікарів, 500 медсестер, рентгенологи, фізіотерапевти, ерготерапевти, волонтери, носильники, персонал громадського харчування, інших медичних працівників, та тих, хто повертається на роботу після виходу на пенсію за фахом. У відкритті лікарні брав участь лікар з Уельсу, який до цього грав у збірній Уельсу з регбі, Джеймі Робертс.

## Діяльність
Перший хворий був госпіталізований до лікарні 28 квітня 2020 року. Найбільша кількість хворих у лікарні становила 46, але станом на 4 червня 2020 року хворих не залишилося, а 8 червня рада охорони здоров'я університету Кардіффа та Вейла оголосила, що лікарню «переведуть в режим очікування». Незважаючи на те, що більшість персоналу було переведено в інше місце, рада охорони здоров'я вказала, що стадіон не використовуватиметься для спортивних змагань на невизначений термін.

## Закриття
У вересні 2020 року повідомлено, що лікарню має бути замінено на меншу установу неподалік, поруч із університетською лікарнею Кардіффського університету. У листопаді 2020 року Рада охорони здоров'я Університету Кардіффа та Вейла офіційно покинула лікарню «Серце дракона». Повторне введення в експлуатацію стадіону для спортивного використання розпочалося того ж місяця.